# Пјербатиста Пицабала
Пјербатиста Пицабала OFM (Колоњо ел Серио, 21. април 1965) је италијански католички прелат који служи као латински патријарх Јерусалима од 6. новембра 2020. Фрањевачки фратар, служио је као кустос Свете земље од 2004. до 2016. и као апостолски администратор Латинске патријаршије од 2016. до 2020. године. Папа Фрања га је прогласио кардиналом 2023. године. Сматра се могућим кандидатом за папство на папској конклави 2025. након смрти папе Фрање.

## Биографија
Пјербатиста Пицабала је рођен у Келно ал Серију, Бергамо, као син Пјетра Пицабале и Марије Мадалене Тадини. Ушао је у Фрањевачку малу богословију у Болоњи у септембру 1976. године, а 5. септембра 1984. у њихов новицијат у Ла Верни. Тамо је положио своје прве завете 7. септембра 1985, а трајне завете у Болоњи 4. октобра 1989. Дипломирао је теологију на Папском универзитету Антонијанум и заређен је за свештеника 15. септембра 1990. у катедрали у Болоњи од стране кардинала Ђакома Бифија.
Дипломирао је класичне студије у Архиепископској богословији у Ферари. Студирао је библијску теологију на Studium Biblicum Franciscanum у Јерусалиму 1993. године, а затим је предавао библијски хебрејски на Фрањевачком факултету за библијске науке и археологију у Јерусалиму.
Поред матерњег италијанског, Пицабала говори хебрејски, арапски и енглески.

## Презбиретат
По завршетку постдипломских студија, Пицабала је предавао библијски хебрејски на Фрањевачком факултету библијских и археолошких наука у Јерусалиму, био је одговоран за издавање Римског мисала на хебрејском 1995. године и преводио је литургијске текстове на хебрејски.
Придружио се фрањевцима који су радили у Кустодији Свете земље у јулу 1999. и био је одговоран за пасторал католика који говоре хебрејски. 9. маја 2001. године постављен је за настојатеља манастира Светих Симеона и Ане у Јерусалиму. Од 2005. до 2008. године обављао је дужност Патријаршијског викара.
Био је кустос Свете земље (шеф фрањевачког приората познатог као Кустодија Свете земље) од маја 2004. до априла 2016. године, након што је у мају 2004. изабран на шестогодишњи мандат, поново изабран на трогодишњи мандат у марту 2010. и поново потврђен на још један трогодишњи мандат.
Године 2008. именован је за саветника у комисији за односе са јудаизмом Папског савета за унапређење јединства хришћана.
У јуну 2014. године папа Фрања поверио је Пицабали да организује молитву мира у ватиканским баштама, која је окупила израелског председника Шимона Переса и палестинског лидера Махмуда Абаса. 
Пицабала је критиковао израелску изградњу баријере између Западне обале и Јерусалима и учествовао је у протестима против тога 2015. године. Он је такође, пре него што је постао бискуп, критиковао палестинске лидере јер су за све проблеме кривили израелску окупацију Газе и Западне обале.

## Надбискуп
Папа Фрања је 24. јуна 2016. именовао Пицабалу за апостолског администратора sede vacante Латинске патријаршије у Јерусалиму и именовао га за титуларног надбискупа Вербеа. Дана 10. септембра 2016. године посветили су га кардинал Леонардо Сандри, надбискуп Фуад Твал и бискуп Франческо Беши у катедрали у Бергаму. Именовање Италијана је прекинуло традицију, пошто се таква места обично додељују припадницима етничке групе којој претежно служе, као што су његови непосредни претходници (Палестинац и Јорданац).
Године 2016. Пицабала се придружио Реду Светог Сепулчра и постао његов Про Гранд Приор, а затим Велики Приор након именовања за латинског патријарха. 31. маја 2017. именован је за члана Конгрегације за оријенталне цркве.
Папа Фрања је 24. октобра 2020. именовао Пицабаллу за латинског патријарха Јерусалима. Он води Управни одбор Каритаса Јерусалема.

## Кардинал
Папа Фрања је 9. јула 2023. објавио да планира да га постави за кардинала на конзисторију заказаној за 30. септембар 2023. На том конзисторију је постављен за кардинала у Свети Онофрио, званичну цркву Реда Светог Сепулчра.
Дана 16. октобра 2023, Пицабала је осудио Хамасове поступке као варварске и понудио се као талац у замену за заточену израелску децу која су држана у Гази током рата у Гази.
Залагао се за окончање рата у Гази и израелске окупације Палестине. Пицабала је био потписник "Изјаве о ескалацији хуманитарне кризе у Гази" у којој се осуђују напади на цивиле, позива се на деескалацију и позива се на улазак хуманитарне помоћи у Газу. Његову изјаву критиковао је израелски министар спољних послова Ели Коен.
Током своје посете Витлејему на Бадње вече 2023, Пицабала је обукао палестинску кефију и изразио жељу за миром у региону. Он је потписао божићну поруку коју су објавили патријарси и поглавари цркава у Јерусалиму у којој се залажу хришћани да се уздрже од јавног прослављања празника у знак солидарности са онима који су погођени ратом.

## Почасти и признања
- Света столица: Велики приор и витез оковратника Реда Светог Сепулчра[32]
- Малтешки витешки ред: Велики крст конвентуалског капелана у част[33]
- Италија: Орден звезде Италије[34]
- Врховни таксиарх Грчког православног коњичког реда Гроба Господњег[35]

## Спољашне везе
- Pizzaballa Card. Пјербатиста, OFM. Служба за штампу Свете столице. Архивирано из оригинала 1. октобра 2023